# ガレス・ジョーンズ
ガレス・ジョーンズ（Gareth Jones、1971年8月10日 - ）は、イングランド出身でオーストラリア国籍のプロゴルファー、ゴルフ指導者。

## 経歴・人物
1971年8月10日、イングランド出身。
1995年にオーストラリアでプロゴルフ界入りし、1996年から3年間プロ選手として活動し、ツアートーナメントの試合にも出場した。
2000年からはオーストラリア国立スポーツ研究所でアシスタントコーチとして勤務、その後にゴルフオーストラリア（オーストラリアゴルフ連盟）入りしてビクトリア州や南オーストラリアなどでコーチを務める。
2014年の世界アマチュアゴルフチーム選手権（長野・軽井沢72ゴルフ東コース）で世界各国を前に惨敗を喫し、育成年代の強化施策の大改革を決断した日本ゴルフ協会から招聘を受け、アマチュアナショナルチームのヘッドコーチに就任。
ガレスは日本チームのヘッドコーチに就任すると、チームとしてのプレー戦略をロングゲーム（第1打の飛距離を中心にゲームを組み立てる）重視のスタイルからショートゲーム（グリーンを狙うアプローチショットなどを考える）重視のスタイルに改めさせ、オーストラリアでの指導法も日本でも取り入れ、いわゆる“勝利の方程式”ゴルフを確立させる。
このガレスの指導により男子の金谷拓実、女子の畑岡奈紗、古江彩佳、西村優菜、安田祐香などの選手を輩出している。

## 指導役職
- 日本ゴルフ協会ナショナルチームヘッドコーチ
- スリクソンスポーツ アンバサダーコーチ
- 日本オリンピック委員会認定ナショナルコーチ